# Josep Ayala
Josep Manel Ayala (San Julián de Loria, 1980. április 8. –) andorrai válogatott labdarúgó.

## Pályafutása
Többnyire andorrai csapatokban szerepelt, mint az FC Santa Coloma és az FC Andorra. Spanyolországban és Franciaországban is szerepelt kisebb csapatokban.
2002. március 27-én a máltai labdarúgó-válogatott ellen debütált a válogatottban, de már 2001-ben a kispadra leült. Azóta több mint 80 mérkőzésen szerepelt a válogatottban.

## Sikerei, díjai
- Santa Coloma
  - Andorrai bajnok: 2002–03, 2007–08
  - Andorrai kupa: 2003, 2004, 2006
  - Andorrai szuperkupa: 2003, 2007, 2008